# المجمع المغلق 1730
المجمع المغلق 1730 هو المجمع الموكول بانتخاب بابا الكنيسة الكاثوليكية الجديد بعد استقالة البابا. انعقد مجمع الكرادلة لانتخاب البابا الجديد بدءًا من
5 مارس 1730 وانتهى في 12 يوليو 1730. انتُخبَ كليمنت الثاني عشر ليكون البابا الجديد للكنيسة.
عُقدَ المجمع في الدولة البابوية .